# Kawa Otoko
Il Kawa Otoko, (in giapponese かわおとこ), è uno yōkai del folklore giapponese. Il suo nome significa letteralmente "uomo del fiume", questo perché si dice che venga spesso avvistato vicino alle sponde dei fiumi o comunque nelle vicinanze di un corso d'acqua. La sua dieta e il suo tipo di alimentazione sono sconosciuti.

## Aspetto e descrizione
I Kawa Otoko sono yōkai docili e umanoidi che vivono appostati lungo gli argini di corsi d'acqua, sulle montagne. Non c'è una regione specifica in cui sono stati avvistati, ma si dice che siano sparsi per tutto il Giappone, specialmente nelle prefetture in cui sono numerose le montagne parecchio elevate. I Kawa Otoko sono molto alti, hanno la pelle scura e squamosa e a causa della conformazione del loro volto spesso appaiono parecchio rilassati. Sono prevalentemente yōkai notturni; non sono né aggressivi né rumorosi, e non amano nemmeno fare scherzi agli umani che girovagano nei dintorni. Qualche volta appaiono in coppia, e si comportano come se si stessero raccontando storie tra loro.
I Kawa Otoko sono avvistati raramente, a causa del loro carattere docile e del colore grigio scuro della loro pelle, che ne permette la mimetizzazione durante la notte. Di solito vengono trovati nei pressi delle montagne della prefettura di Gifu dai pescatori che passano lì vicino, e non è raro che un Kawa Otoko si alzi e si sieda vicino ad un essere umano, per raccontare a quest'ultimo qualche storiella.

## Origini
Le prime scritture che descrivono e catalogano i Kawa Otoko come yōkai risalgono al periodo Edo, in enciclopedie come la Wakun no shiori e la Wakan sansai zue. Gli stessi folkloristici giapponesi hanno avuto difficoltà a descrivere i Kawa Otoko a causa della loro rarità, e ci sono voluti molti anni prima che potessero essere descritti a pieno. A causa del loro nome e della loro così sviluppata altezza, si pensa anche che siano correlati agli Yama Otoko, i giganti che vivono nelle oscurità delle montagne. È anche possibile ma meno probabile che siano ugualmente collegati ad altri yōkai dei fiumi, come i Kappa o i Kawahime, anche se a differenza di quest'ultimi non sono disposti a disturbare o attaccare l'essere umano.